# Koningin (dierenrijk)

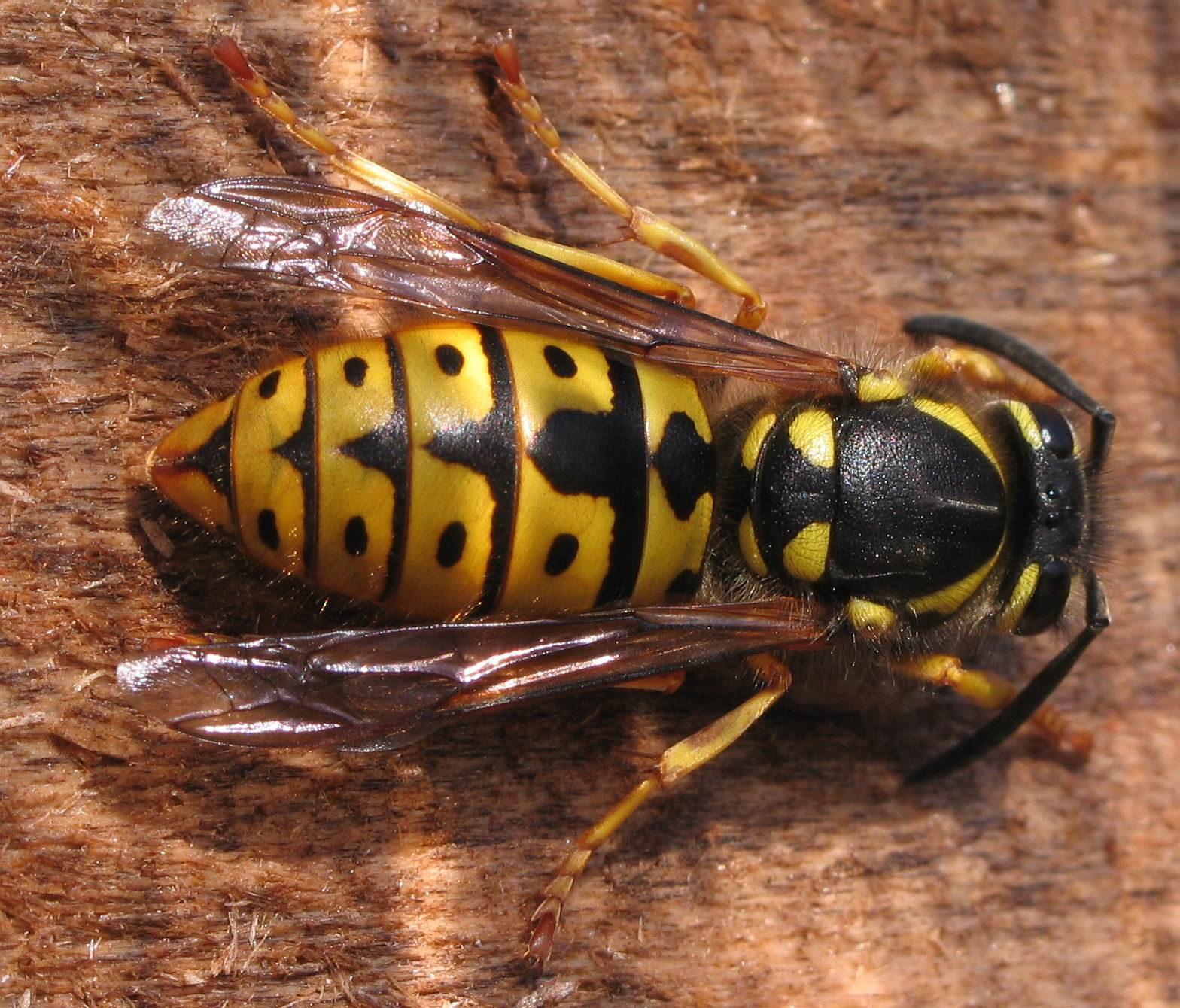
Een koningin van de Duitse wesp (Vespula germanica).

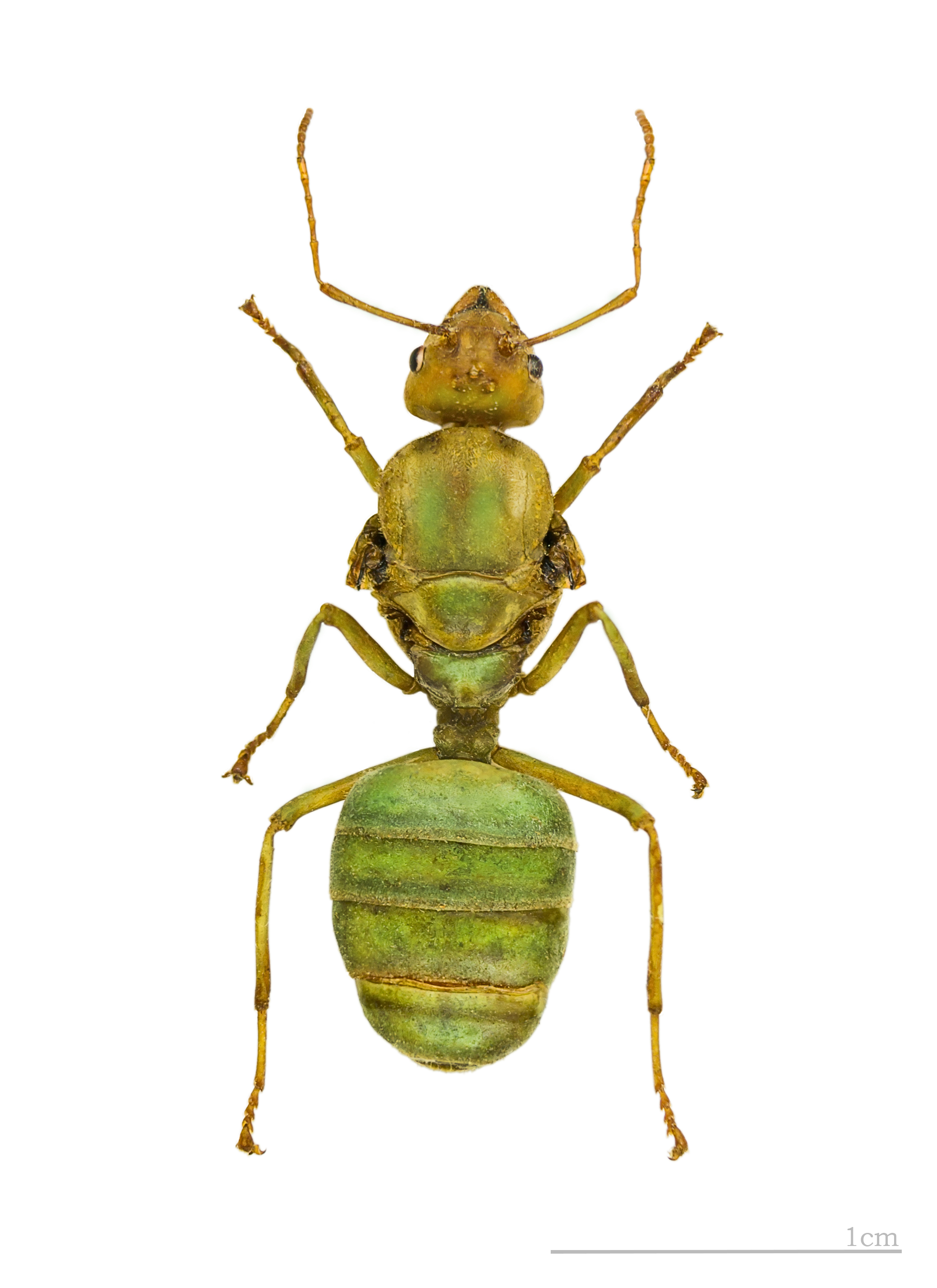
Koningin van de mierensoort Oecophylla smaragdina.

Een koningin of moer is in het bij sociale dierenrijk het vruchtbare vrouwtje in een kolonie.
Het betreft een aantal bijen, de meeste hommels, sommige wespen en alle mieren en termieten; allemaal insecten die in een kolonie leven. 
In veel kolonies is de koningin het enige vrouwelijke individu dat eitjes legt. Wordt er een nieuwe koningin geboren dan moet het volk zwermen of wordt een van beide koninginnen gedood. Alleen bij sommige soorten mieren heeft een nest meerdere koninginnen.

## Ontstaan
Bij de hommels worden de werksters steriel gehouden door feromonen. Als de feromonen wegvallen door het verdwijnen of sterven van de koningin kunnen de werksters ook eitjes ontwikkelen. 
Bij honingbijen en mieren ontstaat de koningin door de voeding die aan de larve wordt gegeven.

## Levensduur
De koningin wordt veel ouder dan mannetjes of werksters. 
Bij sommige soorten, zoals wespen, is ze het enige exemplaar dat de winter overleeft. Ze moet dan, aanvankelijk zonder hulp, zelfstandig een nieuw nest bouwen en een volk stichten.
Bij andere soorten, zoals honingbijen, overleeft het hele volk de winter, maar sterven de oude werksters spoedig nadat de lente begonnen is en er nieuwe werksters geboren worden, terwijl de koningin enkele jaren oud kan worden.

## Onderzoeksgeschiedenis
Lang heeft men gedacht dat specifiek bijenkoninginnen tweeslachtig waren en daarom dat bijen zonder te paren gegenereerd werden. De reden hiervoor is Aristoteles, de bekende filosoof maar tevens invloedrijk natuurhistoricus. Ofschoon hij melding maakte van anderen die meenden dat koninginnen vrouwelijk waren, stelde hijzelf dat ze tweeslachtig waren en zij en alle andere bijen aseksueel voortgebracht door andere koninginnen. Derhalve noemde hij hen dan ook "koningen". Deze aristoteliaanse visie vigeerde tot in de moderne tijd. In 1586 stelde Luis Mendez de Torres op grond van waarnemingen dat de leider van de bijen echter een koningin is, hoewel zijn denkbeelden aangaande de voortplanting der bijen verward waren. Maar vanaf dat moment werd het weer onderwerp van discussie, ofschoon men algauw dit als feit accepteerde, zij het met enige tegengeluiden. Uiteindelijk toonde Jan Swammerdam definitief aan dat bijenkoninginnen vrouwelijk waren in zijn Bybel der natuure ― postuum uitgegeven door Herman Boerhaave in 1737, maar hij had zijn vondsten reeds voor zijn dood gedeeld met andere geleerden: Hij had eieren ontdekt in een ontlede koningin.